# Glyphotmethis escherichi
Glyphotmethis escherichi är en insektsart som först beskrevs av Krauss 1896.  Glyphotmethis escherichi ingår i släktet Glyphotmethis och familjen Pamphagidae.

## Underarter
Arten delas in i följande underarter:
- G. e. inermis
- G. e. escherichi
- G. e. elatior